# Telamonia annulipes
Telamonia annulipes är en spindelart som beskrevs av George William Peckham och Elizabeth Maria Gifford Peckham 1907. Telamonia annulipes ingår i släktet Telamonia och familjen hoppspindlar. Inga underarter finns listade i Catalogue of Life.